# تنجيم بالماء
التنجيم بالماء هي طريقة للكهانة عن طريق الماء بتحليل اللون والمد والجزر أو التموجات الناتجة عن حصى سقطت في بركة.